# Simulium pilosum
Simulium pilosum es una especie de insecto del género Simulium, familia Simuliidae, orden Diptera.
Fue descrita científicamente por Knowlton & Rowe, 1934.